# Савітар
Савітар (санскр. savitr, savitā सवित्र батько, збудник) — сонячне божество в ведійській міфології. В Ріг-веді йому присвячено 11 гімнів. Про солярний характер божества можна судити з його епітетів. Очі, руки і мова в Савітара золоті, волосся жовте (як у Агні або Індри). Його золота колісниця забезпечена золотим дишлем, які приймають, як і сам Савітар, різні форми; її везуть два променистих коня. Йому приписується сильне золоте сяйво, яке він випромінює навколо, освітлюючи повітря, небо, землю і весь світ. Він піднімає вгору свої могутні золоті руки, якими благословляє і пробуджує всі істоти і які простягаються аж до краю землі. Савітар їде у своїй золотій колісниці по верхньому і нижньому шляху, зважаючи на все створіння; він виміряв весь земний простір, йде в три світлі небесні царства і з'єднується з променями сонця. Савітара просять відвезти відходячу душу туди, де мешкають праведні, він дає безсмертя богам і довговічність людям. Він проганяє злих духів і чаклунів; його просять прогнати погані сни, зробити людей безгрішними. Разом з деякими іншими божествами Савітар називається асура (спочатку - світле божество). Йому приписуються і загальні божеські властивості: він охороняє встановлені закони; води і вітри підпорядковані йому. Ніхто, навіть Індра, Варуна, Мітра та інші боги, не можуть чинити опір його волі і пануванню. Ім'я «Савітар» було спочатку простим епітетом («бог збудник - живитель»), і його вживання в Ведах носить сліди цього первинного значення. У Савітарі втілена божественна сила сонця, тоді як Сур'я - більш конкретний образ, уявляючи який ніколи не упускають зовнішній вигляд сонця. Протилежна думка належить професору Г. Ольденбергу, який вважає, що Савітар являє собою відвернену ідею збудження, життєдайності, і конкретні ознаки сонця тільки приєдналися до цієї ідеї шляхом вторинного процесу.
Савітару і його божественному світлу присвячена одна з найвідоміших мантр індуїзму — Гаятрі-мантра (РВ III.62.10).